# Килиан Жорнет
Килиан Жорнет Бургада (на испански: Kílian Jornet Burgada) е каталонски скиор, алпинист и бегач на свръхдълги разстояния. Смята се за най-добрия съвременен бегач в световен мащаб.
Той е шесткратен шемпион на международното състезание за бягане на свръхдълги разстояния „Скайрънър“ и е спечелил едни от най-престижните отличия при ултрамаратоните, включително състезанието на Монблан, Гранд Рейд, Западните щати и Хардрок.
Жорнет държи рекорда за най-бързо изкачване и слизане от Аконкагуа, Матерхорн, Монблан и Маккинли.

## Биография
Жорнет е роден на 27 октомври 1987 г. в Сабадел, Каталуния, но израства в Кап де Рек – планинска хижа на 2000 метра височина, където баща му е хижар, а майка му – планински водач. На тригодишна възраст изкачва трихилядник в Пиренеите. На пет вече е изкатерил Ането (3404 м) – най-високият връх в Пиренеите, а година по-късно покорява първия си четирихилядник – Брейторн (4164 м) в Швейцария.
Започва с карането на ски в планината през 1999 и се състезава за първи път през 2000. През 2003 става член на Испанския национален отбор по ски за юноши, като печели три поредни години от 2004 до 2006. В категорията на възрастните се състезава от 2007. През 2004 е официално приет в редиците на елитните спортисти.

## Върховете на моя живот
„Върховете на моя живот“ е личен проект на Килиан Жорнет, в който той се опитва да постави рекорди за най-бързо изкачване и слизане по някои от най-значимите върхове на планетата. Проектът включва:
- Монблан (4810 м) – прекосяване. През септември 2012 Жорнет измина разстоянието между Курмайер и Шамони за 8 часа и 42 мин.
- Монблан. През юли 2013 Жорнет постигна най-бързия резултат за изкачването и слизането на Шамони за 4 часа и 57 мин.
- Матерхорн (4478 м). През август 2013 успя да се изкачи да слезе от Брьой-Червиния за 2 часа и 52 мин. Така подобрява с повече от 20 мин. предишния рекорд, поставен през 1995 г.
- Маккинли (6168 м). През юни 2014 се изкачва и слиза от върха за рекордните 11 часа и 48 мин., като чупи предишния рекорд с 5 часа и 6 мин.
- Аконкагуа (6960 м). През декември 2014 Жорнет поставя рекорд за 12 часа и 49 мин.
- Елбрус (5642 м). През 2013 Жорнет прави опит за рекорд, но лошото време го принуждава да се върне. Нов опит е планиран за 2015 г.
- Еверест (8848 м). 22 май 2017 без кислород и осигуровка за 26 часа и последващо изкачване на 27 май 2017, също без кислород и осигуровка за 17 часа. Изкачванията са направени по маршрута на Северната стена, започвайки от Базов лагер на 6500 м надморска височина.